# Walvisteuthis virilis
Walvisteuthis virilis är en bläckfiskart som beskrevs av Nesis och Ennafa Vasil'evna Nikitina 1986. Walvisteuthis virilis ingår i släktet Walvisteuthis och familjen Walvisteuthidae. Inga underarter finns listade i Catalogue of Life.